# Igor' Konašenkov

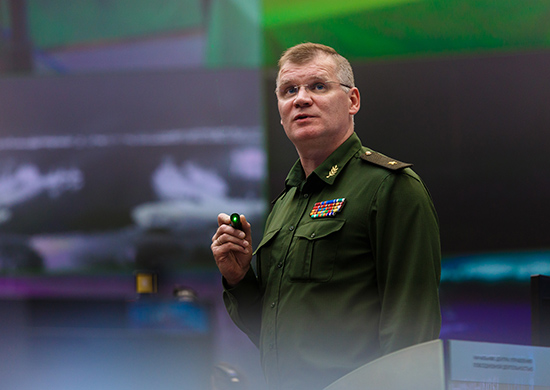
Konašenkov durante una conferenza stampa nel 2015

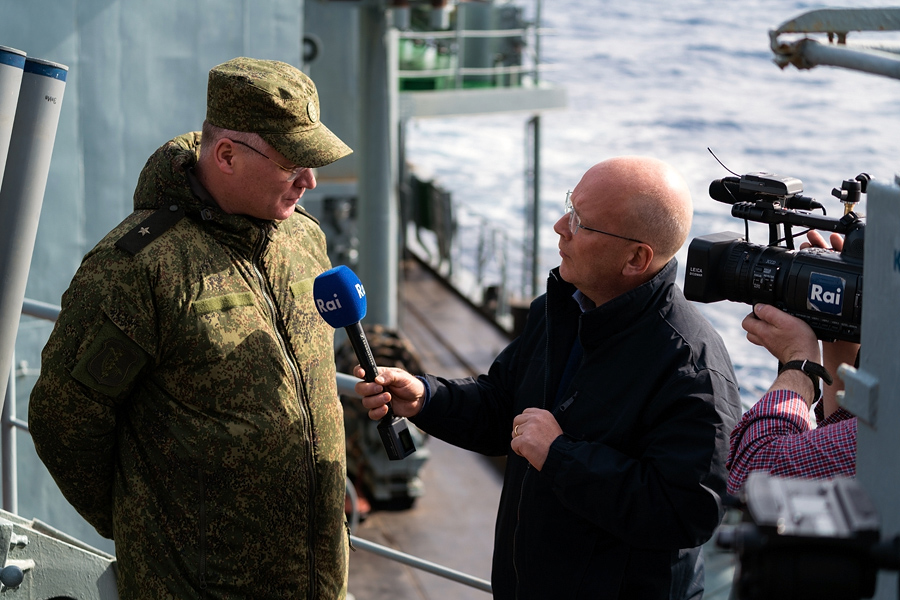
Konašenkov intervistato dal capo-corrispondente Rai a Mosca Marc Innaro durante il posizionamento della Marina russa innanzi alle coste siriane, nel Mar Mediterraneo. Gennaio 2016

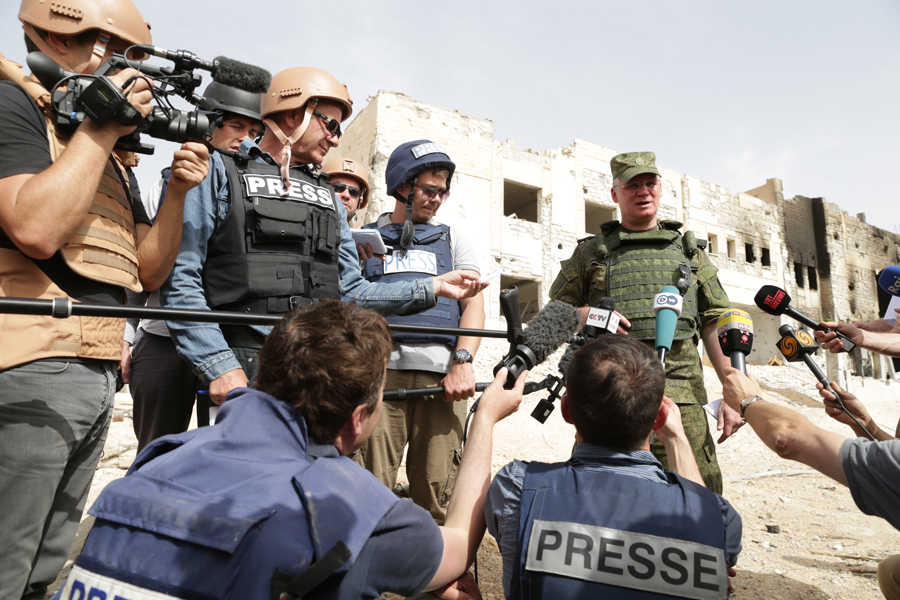
Konašenkov ad El-Karjatein, in Siria, assieme a dei giornalisti; aprile 2016

Igor' Evgen'evič Konašenkov (in russo Игорь Евгеньевич Конашенков?; sovente trascritto all’inglese anche come Igor Konashenkov; Chișinău, 15 maggio 1966) è un generale e giornalista russo, capo del Dipartimento dell'informazione e delle comunicazioni esterne del Ministero della difesa nonché portavoce ufficiale dello stesso.

## Biografia
Nato nell’allora RSS di Moldavia (parte di quelle un tempo costituenti l’URSS), dopo il servizio militare frequenta la Scuola avanzata di radioelettronica e difesa aerea "Gioventù Leninista" di Žitomir (allora RSS Ucraina) uscendone con lode nel 1988.
Ha quindi prestato servizio nelle Forze di difesa aerea sovietiche, nelle Forze di difesa aerospaziale russe e assegnato alla direzione del Comando nazionale di difesa aerea territoriale.
Nel 1998, dopo essere uscito dall’Accademia militare di difesa aerea "A.M. Vasilevskij", da ufficiale superiore diviene dapprima vicecapo e infine capo del dipartimento del servizio stampa del Ministero della difesa della Federazione Russa per le relazioni esterne coi media nazionali e quelli stranieri. Dal 2003 al 2005 è a capo del servizio stampa e assistente del comandante delle truppe del distretto militare del Caucaso Settentrionale.
Nel 2006, si licenzia al corso superiore dell'Accademia militare dello stato maggiore generale interarmi della Federazione Russa. Tra il 2009 e il 2011 è dapprima vicecapo e, successivamente, dal 2011 al 2017, capo del Dipartimento del servizio stampa e informazione del Ministero della difesa della Federazione Russa.
Nel frattempo, nel febbraio 2013, con decreto presidenziale  Konašenkov viene promosso al grado militare di maggior generale.
Nel 2015 diventa noto al grande pubblico per la copertura dell'operazione militare russa in Siria; dal marzo 2017 è a capo del Dipartimento dell'informazione e delle comunicazioni esterne del Ministero della difesa russo nonché portavoce ufficiale dello stesso, dal 2022, nella stessa veste, copre “l’operazione militare speciale russa in Ucraina".
Konašenkov ha smesso di apparire dopo il suo briefing del 18 ottobre 2024.

## Controversie
La testata giornalistica Proekt ha analizzato tutti i dispacci ufficiali sui progressi dell'invasione russa dell'Ucraina presentati da Konašenkov; in particolare sono state analizzate le informazioni sugli insediamenti conquistati, sulle perdite russe e quelle ucraine dall'inizio del conflitto al 29 giugno 2022. I giornalisti hanno documentato numerose incongruenze aritmetiche nelle cifre delle perdite subite dagli ucraini: un numero totale decrescente rispetto a quello dato in un giorno precedente, enormi perdite sia in numeri assoluti sia rispetto al numero totale reale delle FF.AA. ucraine. Inoltre, Konašenkov ha più volte annunciato la conquista dello stesso luogo come accaduto per Kreminna (solo per citare un esempio).